# Луверн (тауншип, Миннесота)
Луверн (англ. Luverne) — тауншип в округе Рок, Миннесота, США. На 2000 год его население составило 493 человека.

## География
По данным Бюро переписи населения США площадь тауншипа составляет 84,6 км², из которых 84,5 км² занимает суша, а 0,1 км² — вода (0,15 %).

## Демография
По данным переписи населения 2000 года здесь находились 493 человека, 166 домохозяйств и 152 семьи.  Плотность населения —  5,8 чел./км².  На территории тауншипа расположено 169 построек со средней плотностью 2,0 построек на один квадратный километр. Расовый состав населения: 99,19 % белых, 0,41 % афроамериканцев, 0,20 % азиатов и 0,20 % приходится на две или более других рас. Испанцы или латиноамериканцы любой расы составляли 0,41 % от популяции тауншипа.
Из 166 домохозяйств в 41,6 % воспитывались дети до 18 лет, в 86,7 % проживали супружеские пары, в 3,0 % проживали незамужние женщины и в 8,4 % домохозяйств проживали несемейные люди. 6,6 % домохозяйств состояли из одного человека, при том 4,2 % из — одиноких пожилых людей старше 65 лет. Средний размер домохозяйства — 2,97, а семьи — 3,11 человека.
28,2 % населения — младше 18 лет, 7,5 % — в возрасте от 18 до 24 лет, 28,4 % — от 25 до 44, 24,3 % — от 45 до 64, и 11,6 % — старше 65 лет. Средний возраст — 38 лет. На каждые 100 женщин приходилось 108,9 мужчин.  На каждые 100 женщин старше 18 приходилось 110,7 мужчин.
Средний годовой доход домохозяйства составлял 45 000 долларов, а средний годовой доход семьи —  44 167 долларов. Средний доход мужчин —  29 688  долларов, в то время как у женщин — 21 429. Доход на душу населения составил 16 270 долларов. За чертой бедности находились 5,1 % семей и 6,3 % всего населения тауншипа, из которых 11,3 % младше 18 лет.